# Первомайская линия
 Первома́йская ли́ния — перспективная линия Новосибирского метрополитена согласно генеральному плану развития города. Будет располагаться на правом берегу Новосибирска, соединяя Дзержинский и Октябрьский районы.

## История

### Советская эпоха
На основании Постановления Совета Министров СССР от 30 марта 1981 года № 312 институтом «Новосибирскметропроект» разработана и утверждена Правительством откорректированная «Генеральная схема развития Новосибирского метрополитена», согласно которой метрополитен должен состоять из пяти линий общей протяжённостью 91,4 км.

### Современная Россия
В ноябре 2012 года на слушаниях одобрили 2 станции Первомайской линии: «Дворец культуры им. Чкалова» и «Сад Дзержинского». Они будут находиться в Дзержинском районе. Ещё три станции линии — «Каменская», «Октябрьская» и «Никитинская» были утверждены в конце декабря 2012 года. При этом станция «Октябрьская» станет пересадочной — с неё пассажиры смогут пересесть на Ленинскую линию. Протяжённость этой части Первомайской ветки составляет порядка 5,1 км. Ранее, в 2011 году, были утверждены ещё три станции Первомайской линии.

## Перспективы
Линия, согласно последним планам, станет четвертой линией метро в Новосибирске. Её будущую трассу можно условно разделить на три отрезка:
1. . От завода им. Чкалова, по проспекту Дзержинского, до станции «Берёзовая роща-2».
2. . От станции «Берёзовая роща-2», по Каменской магистрали, до станции «Октябрьская-2».
3. . От станции «Октябрьская-2», по улице Кирова, на Ключ-Камышенское плато.

При благоприятном ходе событий строительство могло начаться уже в 2015—2020 годах. Первым планировалось проложить третий участок на Ключ-Камышенское плато, на котором к тому времени должен был появиться один из крупнейших жилых массивов. Длина этой части линии должна составить около 7 километров. Некоторыми проектами предлагалось перейти реку Иня и завершить линию строительством станций «Первомайская» и «Новогодняя» (напротив одноимённых остановок пригородных электропоездов).
Наиболее же вероятен вариант, при котором метро отклонится от трассы Бердского шоссе и закончится на плато. Такая трасса, к огорчению жителей «Первомайки», окажется более дешёвой в строительстве и более востребованной. Перейдя речку Плющиху, метро получит относительную свободу. Там становится возможной прокладка линий в удешевлённых вариантах: по земле, на эстакаде, с сооружением тоннелей открытым способом. Возможно, что по очерёдности строительства этому участку придётся соперничать с серединой линии — отрезком из трёх станций: «Берёзовая роща-2» — «Каменская» (в районе пересечения Каменской магистрали и улицы Военной) — «Октябрьская-2».
Его строительство важно как для рассредоточения потока пересаживающихся пассажиров, с узла станций «Красный проспект» — «Сибирская» по вершинам «треугольника», так и для организации движения поездов, с привязкой их к «Волочаевскому депо». Собственное депо, «Чкаловское», эта линия получит лишь по завершении строительства. Оно может быть расположено в Дзержинском районе. Переход через реку Каменка на этом участке линии, вблизи улиц Селезнёва — Журинской, может быть выполнен в эстакадном варианте, хотя более вероятен обычный для города открытый способ строительства, с последующей засыпкой. Детальный проект линии ещё не разработан, а будущие решения можно лишь угадывать. Интересно, что названия станций, образующих пересадочные узлы, на проектах одинаковы. Исключением являются уже построенные станции «Красный проспект» и «Сибирская». Впрочем, появление конкретных решений о переименовании стоит ожидать лишь ко времени строительства линии.
Первый участок линии, проходящий под проспектом Дзержинского, будет строиться в последнюю очередь. Условно его можно отнести к перспективе 2030—2050 годов. Он будет подземным мелкого заложения, а станции будут расположены в местах пересечения проспекта с улицами Королёва, Трикотажной и Авиационной (у Сада Дзержинского — не путать с проектируемой станцией «Авиационная»).